# Chet Catallo
Chet Catallo (Rochester (New York) 29 augustus 1954) is een Amerikaans gitarist. Hij speelt voornamelijk jazz en fusion.
Catallo raakte bekend door zijn gitaarwerk voor Spyro Gyra,  Hij speelde op een aantal van hun muziekalbums mee en verdiende daardoor enige Grammy Awards en gouden platen in de VS. In 1984/1985 verliet hij Spyro Gyra om zijn eigen ensemble op te richten: Chet Catallo & The Cats, alwaar ook vriend Eli Konikoff (ex-drummer van Spyro Gyra) in speelde. Door een ontsteking aan de ruggengraat kon Catallo een tijdlang niet spelen en was gekluisterd aan een rolstoel.
Catallo speelde op gitaren van Gibson Guitar Corporation en speelde op vele promotieconcerten voor dat merk.
Catallo werd in Spyo Gyra opgevolgd door Julio Fernandez, die geboren is op dezelfde dag als Catallo, maar dan in Havana.

## Discografie
- 2010: First take

### Spyro Gyra
- 1979: Morning dance
- 1980: Catching the sun
- 1980: Carnaval
- 1981: Freetime
- 1982: Incognito
- 1983: City kids
- 1984: Access all areas

- MusicBrainz: 3660186d-cc83-4171-aca1-c549c50cb1bf
- Virtual International Authority File: 6704154260792924480003